# Episodi di Cuori senza età (sesta stagione)
La sesta stagione della serie televisiva Cuori senza età è stata trasmessa in anteprima negli Stati Uniti d'America dalla NBC tra il 22 settembre 1990 e il 4 maggio 1991.
| nº | Titolo originale                                      | Titolo italiano                             | Prima TV USA      | Prima TV Italia |
| -- | ----------------------------------------------------- | ------------------------------------------- | ----------------- | --------------- |
| 1  | Blanche Delivers                                      | Nonna Blanche                               | 22 settembre 1990 |                 |
| 2  | Once in St. Olaf                                      | Una volta, a St. Olaf...                    | 29 settembre 1990 |                 |
| 3  | If at Last You Do Succeed                             | Un nuovo Stan                               | 6 ottobre 1990    |                 |
| 4  | Snap Out of It                                        | Ritorno al presente                         | 13 ottobre 1990   |                 |
| 5  | Wham, Bam, Thank You, Mammy                           | Indovina chi amava il babbo                 | 20 ottobre 1990   |                 |
| 6  | Feelings                                              | Per principio e per dignità                 | 27 ottobre 1990   |                 |
| 7  | Zborn Again                                           | Irresistibile attrazione                    | 3 novembre 1990   |                 |
| 8  | How Do You Solve a Problem Like Sophia?               | Sofia flagello di Dio                       | 10 novembre 1990  |                 |
| 9  | Mrs. George Devereaux                                 | Il ritorno del morto                        | 17 novembre 1990  |                 |
| 10 | Girls Just Wanna Have Fun... Before They Die          | Ultimi fuochi                               | 24 novembre 1990  |                 |
| 11 | Stand by Your Man                                     | Un uomo pieno di sorprese                   | 1º dicembre 1990  |                 |
| 12 | Ebbtide's Revenge                                     | Il figlio diverso                           | 15 dicembre 1990  |                 |
| 13 | The Bloom Is Off the Rose                             | Buttarsi per amore                          | 5 gennaio 1991    |                 |
| 14 | Sister of the Bride                                   | Sposo lui, sposa lei                        | 12 gennaio 1991   |                 |
| 15 | Miles to Go                                           | Miles, questo sconosciuto                   | 19 gennaio 1991   |                 |
| 16 | There Goes the Bride (Part 1)                         | Dorothy e Stan ci riprovano (prima parte)   | 2 febbraio 1991   |                 |
| 17 | There Goes the Bride (Part 2)                         | Dorothy e Stan ci riprovano (seconda parte) | 9 febbraio 1991   |                 |
| 18 | Older and Wiser                                       | Più vecchia e più saggia                    | 16 febbraio 1991  |                 |
| 19 | Melodrama                                             | Rose "canina"                               | 16 febbraio 1991  |                 |
| 20 | Even Grandmas Get the Blues                           | La festa delle vergini danzanti             | 2 marzo 1991      |                 |
| 21 | Witness                                               | Il ritorno di Miles                         | 9 marzo 1991      |                 |
| 22 | What a Difference a Date Makes                        | John, portami al ballo                      | 23 marzo 1991     |                 |
| 23 | Love for Sale                                         | Amore all'asta                              | 6 aprile 1991     |                 |
| 24 | Never Yell Fire in a Crowded Retirement Home (Part 1) | Sofia l'incendiaria (parte prima)           | 27 aprile 1991    |                 |
| 25 | Never Yell Fire in a Crowded Retirement Home (Part 2) | Sofia l'incendiaria (parte seconda)         | 27 aprile 1991    |                 |
| 26 | Henny Penny - Straight, No Chaser                     | Ochetta, gallina e tacchina                 | 4 maggio 1991     |                 |